# Pyrgocorypha formosana
Pyrgocorypha formosana is een rechtvleugelig insect uit de familie sabelsprinkhanen (Tettigoniidae). De wetenschappelijke naam van deze soort is voor het eerst geldig gepubliceerd in 1908 door Matsumura & Shiraki.